# Сент-Агатон
Сент-Агато́н (фр. Saint-Agathon, брет. Sant-Eganton) — коммуна во Франции, находится в регионе Бретань. Департамент — Кот-д’Армор. Входит в состав кантона Генган. Округ коммуны — Генган.
Код INSEE коммуны — 22272.

## География
Коммуна расположена приблизительно в 410 км к западу от Парижа, в 120 км северо-западнее Ренна, в 26 км к западу от Сен-Бриё.
По территории коммуны протекает небольшая река Фру (фр. Frout).

## Население
Население коммуны на 2016 год составляло 2 263 человека.
| 1962 | 1968 | 1975 | 1982 | 1990 | 1999 | 2008 | 2016 |
| ---- | ---- | ---- | ---- | ---- | ---- | ---- | ---- |
| 899  | 890  | 1106 | 1331 | 1453 | 1783 | 2023 | 2263 |

## Администрация
| Период | Период | Фамилия         | Партия                              | Примечания |
| ------ | ------ | --------------- | ----------------------------------- | ---------- |
| 1947   | 1971   | Жан-Луи Бертело |                                     | плотник    |
| 1971   | 1977   | Дени Анри       |                                     | фермер     |
| 1977   | 1995   | Анри Эван       | Французская коммунистическая партия | профессор  |
| 1995   | 2001   | Жан-Ив Пенсон   | Французская коммунистическая партия |            |
| 2001   | 2004   | Жак Гено        |                                     |            |
| 2004   | 2008   | Даниель Гудиган |                                     |            |
| 2008   |        | Люсьен Мерсье   | Социалистическая партия             | пенсионер  |

## Экономика
В 2007 году среди 1258 человек в трудоспособном возрасте (15—64 лет) 913 были экономически активными, 345 — неактивными (показатель активности — 72,6 %, в 1999 году было 69,7 %). Из 913 активных работали 850 человек (431 мужчина и 419 женщин), безработных было 63 (24 мужчины и 39 женщин). Среди 345 неактивных 113 человек были учениками или студентами, 125 — пенсионерами, 107 были неактивными по другим причинам.

## Достопримечательности
- Группа из пяти галльских стел (железный век). Исторический памятник с 1958 года[3]

## Фотогалерея
- Церковь Нотр-Дам
- Группа из пяти галльских стел
- Галльская стела
- Галльская стела
- Галльская стела
- Галльская стела
- Галльская стела